# Tennis agli Island Games 2011
Le partite di tennis ai agli Island Games 2011 si sono svolte presso il Ryde Lawn Tennis Club e il Ryde Mead Tennis Club dell'Isola di Wight. Il torneo si è giocato su campi in cemento dal 26 giugno al 1º luglio 2011.

## Sommario degli eventi

### Medagliere
| Posiz. | Nazione        | Oro | Argento | Bronzo | Totale |
| ------ | -------------- | --- | ------- | ------ | ------ |
| 1      | Gibilterra     | 3   | 2       | 1      | 6      |
| 2      | Isole Cayman   | 2   | 0       | 0      | 2      |
| 3      | Bermuda        | 1   | 2       | 1      | 4      |
| 3      | Isole Åland    | 1   | 0       | 0      | 1      |
| 4      | Minorca        | 0   | 3       | 4      | 7      |
| 5      | Isola di Man   | 0   | 0       | 2      | 2      |
| 6      | Guernsey       | 0   | 0       | 1      | 1      |
| 6      | Isola di Wight | 0   | 0       | 1      | 1      |
| 6      | Jersey         | 0   | 0       | 1      | 1      |
| 6      | Saaremaa       | 0   | 0       | 1      | 1      |
| Totale | Totale         | 7   | 7       | 12     | 26     |

### Sommario degli eventi
| Evento              | Oro                                  | Argento                       | Bronzo                       |
| Singolare maschile  | Panav Jha                            | Gavin Manders                 | James Connelly               |
| Singolare maschile  | Panav Jha                            | Gavin Manders                 | Jesus Curiel                 |
| Singolare femminile | Amanda Carreras                      | Rebeca Molero                 | Tyler Smith                  |
| Singolare femminile | Amanda Carreras                      | Rebeca Molero                 | Gemma Triay Pons             |
| Doppio maschile     | Jenson Bascome Gavin Manders         | Naim Azhar David Thomas       | Jesus Curiel Carlos Previ    |
| Doppio maschile     | Jenson Bascome Gavin Manders         | Naim Azhar David Thomas       | Rauno Gull Mihkel Kruusmägi  |
| Doppio femminile    | Amanda Carreras Lindsay De Haro-Sene | Bianca Taylor Lee Whitwell    | Linda Jones Hannah Price     |
| Doppio femminile    | Amanda Carreras Lindsay De Haro-Sene | Bianca Taylor Lee Whitwell    | Sandra Moll Gemma Triay Pons |
| Doppio misto        | Linda Jansson Peter Forsström        | Lionel Chipolina Lee Whitwell | Bianca Taylor James Taylor   |
| Doppio misto        | Linda Jansson Peter Forsström        | Lionel Chipolina Lee Whitwell | Rob West Chantelle Frith     |
| Squadre maschile    | Isole Cayman                         | Minorca                       | Isola di Man                 |
| Squadre femminile   | Gibilterra                           | Minorca                       | Isola di Man                 |